# Setra S 416 GT-HD
De Setra S 416 GT-HD of Setra S 416 GT-HD/2 is een touringcarmodel, geproduceerd door de Duitse busfabrikant Setra. Dit model bus is in 2003 geïntroduceerd. Dit type bus heeft twee uitvoeringen, een uitvoering met 3 assen, aangeduid als GT-HD en een uitvoering met twee assen, aangeduid als GT-HD/2. In 2013 is het model uit productie gegaan en vervangen door de Setra S 516 HD en Setra S 516 HD/2.

## Inzet
Dit type bus wordt veelal ingezet bij touringcarbedrijven voor toerisme. In Luxemburg wordt de bus ingezet door een busbedrijf voor het openbaar vervoer. In Frankrijk wordt de bus onder andere ingezet door iDBUS voor enkele lijndiensten.
| Land             | Bedrijf       | Serie  | Aantal | Type    | Inzet                                     | Opmerking                                      |
| ---------------- | ------------- | ------ | ------ | ------- | ----------------------------------------- | ---------------------------------------------- |
| Frankrijk        | iDBUS         | ??     | 26     | GT-HD/2 | Lange-afstandslijndiensten in West-Europa |                                                |
| Luxemburg        | Simon Tours   | ST3029 | 1      | GT-HD   | Streekvervoer                             |                                                |
| Luxemburg        | Voyages Ecker | VE2000 | 1      | GT-HD   | Streekvervoer                             |                                                |
| Oekraïne / Polen | EK 2012       | ??     | 16     | GT-HD/2 | Spelersbussen                             | Elk deelnemend land kreeg een eigen spelersbus |

## Verwante bustypen

### Comfortclass
- S 415 GT - 12 meteruitvoering (2 assen)
- S 415 GT-HD - 12 meter verhoogde uitvoering (3 assen)
- S 416 GT - 13 meteruitvoering (2 assen)
- S 417 GT-HD - 14 meter verhoogde uitvoering (3 assen)
- S 419 GT-HD - 15 meter verhoogde uitvoering (3 assen)

### Topclass
- S 411 HD - 10 meteruitvoering (2 assen)
- S 415 HD - 12 meteruitvoering (2 assen)
- S 415 HDH - 12 meteruitvoering (3 assen)
- S 416 HDH - 13 meteruitvoering (3 assen)
- S 417 HDH - 14 meteruitvoering (3 assen)
- S 431 DT - 14 meteruitvoering (3 assen, dubbeldeks)